# 布里奇沃特大桥
布里奇沃特大桥（英語：Bridgewater Bridge）是澳大利亚塔斯馬尼亞州荷巴特的跨过德文特河的桥梁，当前桥梁为第五代桥梁，为混凝土箱梁桥，全长1.2km，2025年建成通车。

## 历史
- 第一代桥梁为滑动桥，1849年建成。
- 第二代桥梁为铁路桥，1874年建成。
- 第三代桥梁为平轉橋，1900年建成。
- 第四代桥梁为桁架升降桥，1946年建成。